# Rio Unare
O Rio Unare é um rio sul-americano que banha a Venezuela.